# Lucien Van Nuffel
Lucien Van Nuffel (* 14. Januar 1914; † 10. November 1980) war ein belgischer Fußballschiedsrichter.

## Sportlicher Werdegang
Van Nuffel war als Spieler für Royal Antwerpen aktiv, ehe er ab Ende der 1940er Jahre auch international als Schiedsrichter in Erscheinung trat. Nachdem er bereits bei der Qualifikation zur Weltmeisterschaftsendrunde 1954 als Schiedsrichter tätig gewesen war, gehörte er beim Weltmeisterschaftsturnier 1958 zu den Unparteiischen bei einer Endrunde. Dabei leitete er das torlose Remis zwischen der gastgebenden schwedischen Auswahlmannschaft und der Auswahlmannschaft aus Wales in der Gruppenphase. Weitere Turniereinsätze folgten bei den Olympischen Spielen 1960 sowie im Viertelfinale bei der Europameisterschaft 1960. Auf Klubebene leitete er das Endspiel um den Europapokal der Pokalsieger 1963/64 zwischen Sporting Lissabon und MTK Budapest, das mit einem 3:3-Unentschieden endete. Die Leitung des Wiederholungsspiels übernahm sein Landsmann Gérard Versyp. Darüber hinaus pfiff er unter anderem Halbfinalspiele im Europapokal der Landesmeister, darunter im Europapokal der Landesmeister 1958/59 das Hinspiel zwischen BSC Young Boys und Stade Reims, im Europapokal der Landesmeister 1960/61 das Hinspiel zwischen dem FC Barcelona und dem Hamburger SV und im Europapokal der Landesmeister 1962/63 das Rückspiel zwischen dem FC Dundee und dem AC Mailand. 
Zum 75-jährigen Bestehen von Royal Antwerpen gab er 1955 ein Buch unter dem Titel „Royal Antwerp Football Club Guldenboek“ heraus.